# جوزف لوزی
جوزف والتون لوزی (انگلیسی: Joseph Walton Losey؛ ۱۴ ژانویهٔ ۱۹۰۹ – ۲۲ ژوئن ۱۹۸۴) کارگردان تئاتر و سینمای اهل ایالات متحده آمریکا متولد ویسکانسین بود. وی پس از تحصیل به همراه برتولت برشت در آلمان به آمریکا بازگشت و نهایتاً به سمت هالیوود رفت. فیلم پیشخدمت (۱۹۶۳) ساخته او برنده سه جایزه بفتا شد. حادثه (۱۹۶۷) برنده جایزه بزرگ ویژه هیئت داوران در جشنواره فیلم کن ۱۹۶۷ شد.

## گزیده فیلم‌شناسی
- ام (۱۹۵۱)
- پیشخدمت (۱۹۶۳)
- حادثه (۱۹۶۷)
- مراسم محرمانه (۱۹۶۸)
- بوم! (۱۹۶۸)
- چهره‌هایی در یک چشم‌انداز (۱۹۷۰)
- واسطه (۱۹۷۱)
- ترور تروتسکی (۱۹۷۲)
- خانهٔ عروسک (۱۹۷۳)
- گالیلئو (۱۹۷۵)
- آقای کلاین (۱۹۷۶)
- دون ژوان (۱۹۷۹)
- قزل‌آلا (۱۹۸۲)